# Santuario del Santo Hermano Pedro
Il santuario del Santo Hermano Pedro è un tempio che si trova nel comune di Vilaflor, nel sud dell'isola di Tenerife (Isole Canarie, Spagna). Il santuario è dedicato a San Pedro de San José de Bethencourt, primo santo delle Isole Canarie.

## Storia
Il santuario è stato costruito sul luogo occupato la casa in cui nacque e visse il Santo, che non era stato conservato ma sì la sua posizione esatta.
Lo stesso edificio ospita anche un convento che gestisce l'Ordine dei fratelli di Betlemme, fondata da lui stesso Hermano Pedro in Guatemala nel 1656.
L'Ordine Betlemmita dopo aver impostato in Vilaflor, iniziato intorno al 1776 edificio un tempio in onore del suo fondatore, nella sua città natale. Tuttavia, essi non potevano continuare a lavorare per l'estinzione dei fratelli Betlemita dopo le riforme politiche effettuate in Spagna nel XIX secolo.

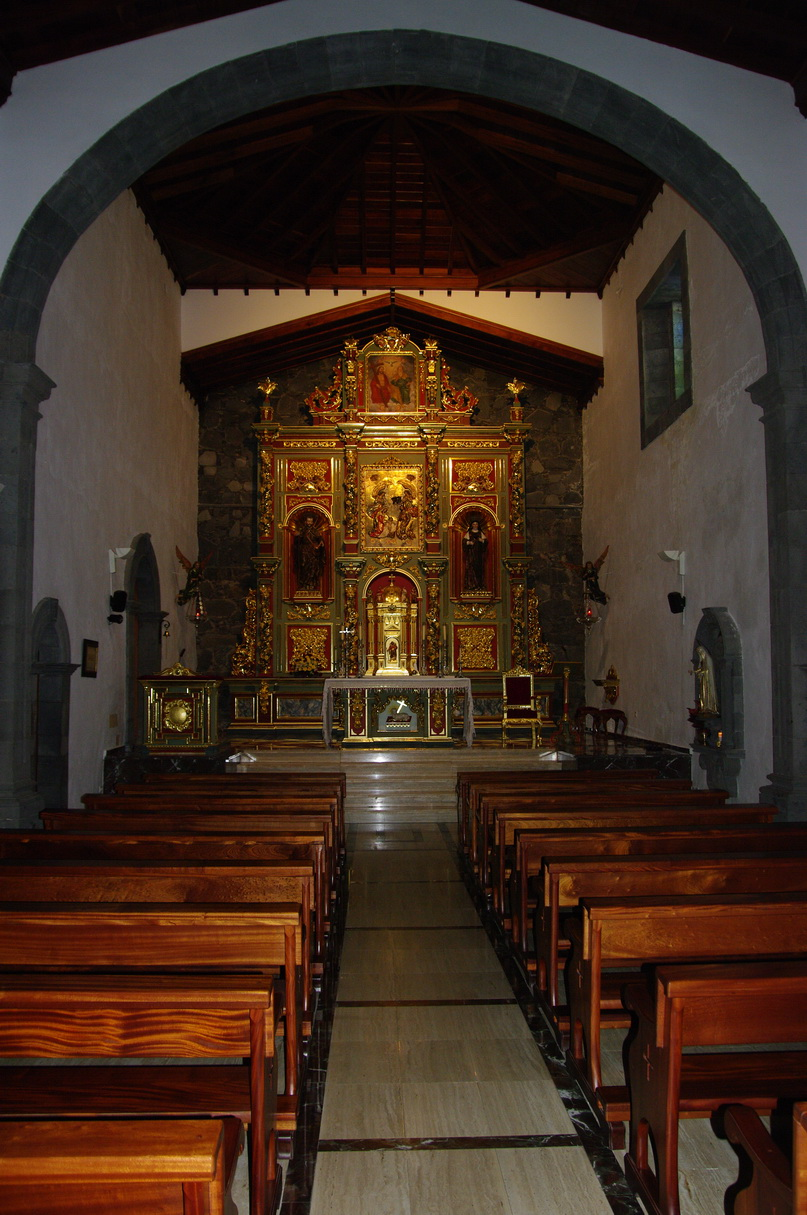
All'interno del santuario.

Nel 1954 gli eredi di terreni donati alla Ordine Betlehemita e nel 1981 è venuto a Vilaflor alcune suore del lavoro e restituite l'idea e il progetto di erigere un tempio in onore dell Beato. Nel 1991 ha ripreso il lavoro sulla costruzione del santuario, che fu consacrata dal vescovo della Diocesi di Tenerife, Mons. Felipe Fernández García in 2002, in occasione della canonizzazione del Beato, che ha avuto luogo il 30 luglio dello stesso anno, da Papa Giovanni Paolo II a Città del Guatemala.
Nella pala sono le immagini di san Pedro de Bethencourt e la beata Encarnación Rosal (reformadora della ordine femminile di Betlemme). Nel centro di entrambi, è in altorilievo la scena della Natività di Gesù a Betlemme, tema principale della spiritualità Betlemita.
In questa chiesa è due reliquia di San Pedro de Bethencour: una vertebra e la campana utilizzato per chiamare i fedeli.

## Riferimenti
- Santuario del Santo Hermano Pedro en Vilaflor, su vilaflordechasna.es. URL consultato il 12 giugno 2013 (archiviato dall'url originale il 29 ottobre 2013).